# Gastroxides
Gastroxides är ett släkte av tvåvingar. Gastroxides ingår i familjen bromsar.
Kladogram enligt Catalogue of Life:
| Gastroxides | \| \| Gastroxides ater \| \| \| \| \| \| Gastroxides ornatus \| \| \| \| \| \| Gastroxides shirakii \| \| \| \| |
|             | \| \| Gastroxides ater \| \| \| \| \| \| Gastroxides ornatus \| \| \| \| \| \| Gastroxides shirakii \| \| \| \| |
|             | Gastroxides ater                                                                                                |
|             | |
|             | Gastroxides ornatus                                                                                             |
|             | |
|             | Gastroxides shirakii                                                                                            |
|             | |